# Histoire du vocabulaire de l'espéranto
 (avril 2021).
- Si vous ne connaissez pas le sujet, laissez ce bandeau (vous pouvez alors contacter les auteurs).
- Si vous supprimez le contenu mis en cause (vous pouvez préalablement contacter les auteurs),

argumentez précisément cette suppression dans la page de discussion
(un manque de référence n'est pas un argument ; une recherche réelle de référence doit avoir été effectuée, être formellement documentée).
 (novembre 2020).
Si vous disposez d'ouvrages ou d'articles de référence ou si vous connaissez des sites web de qualité traitant du thème abordé ici, merci de compléter l'article en donnant les références utiles à sa vérifiabilité et en les liant à la section « Notes et références ».
Le vocabulaire de l'espéranto a été initialement sélectionné par Louis-Lazare Zamenhof à la fin du XIXe siècle suivant les principes d'une langue construite a posteriori. Les racines de l'espéranto dérivent des langues indo-européennes, les plus connues au monde; celles communes à plusieurs langues parmi les plus utilisées sont privilégiées. Le nombre de racines est passé d'environ 1500 à 20000 entre sa création et 2020, du fait de l'intégration de nombreuses racines scientifiques et techniques.
La structure affixante du vocabulaire rapproche l'espéranto d'une langue agglutinante ou isolante, dans lesquelles le radical reste identique et facilite l'apprentissage. Ainsi, les principales catégories de mots lexicaux en espéranto (substantifs, adjectifs, adverbes dérivés, verbes à l'infinitif) sont composées d'un ou plusieurs radicaux et d'une voyelle finale distinctive.
Le choix des racines recourt à plusieurs règles. Lorsque cela est possible, les mots-radicaux internationaux ou ceux de la nomenclature internationale (botanique et zoologie) sont utilisés. Le choix est attentif à la limitation des homonymes et des mots aux sens multiples. Dans la même idée, les racines entraînant un équivoque ou un double sens sont modifiées. Il arrive également de combiner en une forme intermédiaire deux formes nationales. Enfin, des transformations écrites ou orales de racines sont parfois réalisées, pour limiter les exceptions aux règles de l'espéranto.

## Racines du vocabulaire
Le nombre de racines officielles est d'environ 20 000 en 2020, si l'on comptabilise les radicaux présents dans le dictionnaire de la langue le plus complet, le Plena Ilustrita Vortaro, dit PIV.  Elles permettent de créer par le système de dérivation régulier plus de 250000 mots. Pour constituer les bases lexicales de l’espéranto, Zamenhof a privilégié les racines communes de langues indo-européennes dominantes dans la communication internationale. Historiquement le grec ancien, surtout le latin jusqu'à la Renaissance, le français jusqu'au XIXe siècle puis l'anglais ont été des langues dominantes, influençant fortement le vocabulaire des autres langues européennes. Environ 75 % des racines de l’espéranto sont issues du latin et des langues romanes, ce qui est à peu près le même pourcentage qu'en anglais ; 20 % environ sont d’origine germanique. Les autres racines proviennent du grec ancien, des langues slaves (le polonais était sa langue nationale, le russe la langue de l'empire) et d'autres langues. Ce choix de l'internationalité maximale des racines fait que sur les 4 444 premières racines officielles dans les années cinquante, environ 90 % des racines sont reconnaissables d'un locuteur de langue romane, environ 80 % d'un Germanique, plus de 60 % d'un Russe, ces proportions ne faisant qu'augmenter avec l'admission de nouvelles racines, notamment scientifiques et techniques.
Il s'apparente par son vocabulaire aux langues indo-européennes, parlées par 45% environ de la population mondiale et dont font partie les principales langues de communication internationale qui sont apprises par une majorité de la population mondiale.
L’origine essentiellement indo-européenne du vocabulaire facilite l’apprentissage de l’espéranto pour les locuteurs d’une langue de cette famille.
Le vocabulaire ne représente pas un obstacle insurmontable à la diffusion internationale de l’espéranto, comme le montre l’exemple de la Chine où l’espéranto s’est rapidement diffusé dès le début du XXe siècle. Il est de plus beaucoup moins difficile à apprendre que l'anglais.

## Structure des mots

### Similarités avec les langues agglutinantes et isolantes
Par sa structure interne l'espéranto s'apparente aux langues agglutinantes et isolantes. En particulier, la structure affixante des mots fait ressembler l’espéranto à un grand nombre de langues agglutinantes (telles que le japonais, le coréen, les langues turques ou le swahili),
Le principe d’invariabilité des éléments de la langue se retrouve, de manière encore plus prononcée, dans les langues isolantes parlées par 30 % environ de la population mondiale, telles que les langues sino-tibétaines et notamment le chinois, le vietnamien, le thaï, le birman... Comme en chinois, les radicaux de l'esperanto sont invariables.
En comparaison, la structure flexionnelle des langues indo-européennes en accroit fortement les irrégularités, la difficulté et la durée d'apprentissage. Le radical to be en anglais est par exemple l'objet de flexion (am, is, are, was, were). La flexion de la prononciation rend également le langage oral difficile à standardiser : prononciation divergente entre woman/women, écriture non phonétique, accent tonique déterminé par l'usage, etc.

### Construction des principales catégories de mots
Les principales catégories de mots lexicaux (substantifs, adjectifs, adverbes dérivés, verbes à l'infinitif) sont composés d'un ou plusieurs radicaux (invariables) et d'une voyelle finale distinctive, respectivement -o, -a, -e et -i. Lorsque plusieurs radicaux sont utilisés, le radical principal se situe à la fin du mot, sur le modèle des langues germaniques.
Un jeu d'une cinquantaine d'affixes ayant chacun un sens précis permet ensuite une construction logique du vocabulaire. Ces caractéristiques permettent de multiplier le vocabulaire à partir d'un nombre limité de radicaux.
Une centaine d'autres petits mots grammaticaux au sens large (article, finales non verbales et verbales, nombres de base, pronoms, prépositions, conjonctions) complètent le vocabulaire.

## Choix des racines

### Mots-radicaux internationaux
Lorsque cela était possible, Zamenhof a repris des mots communs ou très proches dans un grand nombre de langues européennes. Ils n'ont d'autre formalité que de se soumettre à la phonétique de la langue, et ce dans divers domaines :
- technique: lokomotivo, bicikleto, radio etc.
- scientifique : atomo, jono, aluminio, acido etc.
- médical : psikiatrio, neuralgio, pneumonio etc.
- philosophique: ideo, fenomeno, reflekso, percepto etc.
- littéraire : folietono, revuo, tragedio, cezuro, prozo, intervjuo etc.
- sportif : futbalo, maĉo, golo, skio, nokaŭti etc.
- divers : Boire qui se dit to drink en anglais et trinken en allemand, et a donné en espéranto trinki, ainsi que drinki (boire avec excès) ; on retrouve également cette racine dans les mots trinquer (français) drinken (néerlandais) et trincare (italien).

Ingénieur qui se dit Ingenieur en allemand et engineer en anglais a donné en espéranto inĝeniero.
poŝto (poste) et telefoni (téléphoner) sont des mots que l'on retrouve couramment dans toutes les langues européennes.
Il est important de noter qu'un grand nombre de mots d'origine grecque sont également présents en espéranto (deux origines possibles, via le latin et via le vocabulaire scientifique récent : biologie, cinéma...)

### Nomenclature internationale en botanique et zoologie
Ces sciences disposent de mots véritablement internationaux (petalo, poleno, rozo, hortensio, leopardo, tigro, kamelo, elefanto etc.). Pour remédier à la diversité de la majorité des appellations, les savants ont établi une nomenclature dont les éléments sont empruntés au latin et au grec. Zamenhof y a naturellement eu recours : kverko chêne (Lat quercus), abio sapin (lat abies), brasiko chou (Lat brassica), persiko pêche (Lat. persika), meleagro dindon (meleager) etc.
Notons que les mots latins comportant la syllabe qu sont souvent transcrits en espéranto en kv (c'est la prononciation que l'on retrouve dans les langues germaniques et slaves (et en roumain, cvartet : quatuor), par exemple dans aquarium prononcé, et parfois écrit, Akvarium), ceci afin d'éviter un hiatus (u étant une voyelle en espéranto, jamais une semi-voyelle) ; pour les mêmes raisons, les suffixes commencent par des voyelles.
35 % des 2 629 racines du Fundamento (1905) entrent dans cette catégorie qui s'est renforcée avec l'adjonction de racines communes scientifiques.
Bien souvent, les langues avaient trop divergé et Zamenhof dut faire, racine après racine, des choix étymologiques forcément difficiles ; mais il veilla à ce que les emprunts soient les plus communs possible

### Emprunts aux langues romanes et germaniques
Le latin a été enseigné environ deux millénaires dans la grande majorité des pays européens et est la principale source étymologique[citation nécessaire].
En moindre mesure, l'anglais et l'allemand contiennent un grand nombre de racines latines, ce qui permet, en choisissant ces dernières d'atteindre une meilleure forme d'internationalité. Par exemple le latin "audire" se retrouve en français dans "audition", en italien dans "auditore", en anglais dans "audience, auditory" , en allemand dans "Audienz, Auditor", ce qui justifie l'espéranto aŭdi. De même l'espéranto mano, immédiatement compréhensible dans les langues romanes est appuyé par les dérivés anglais "manuscript", allemand "Manual. Ou encore "jardin", qui se dit Giardino en italien et Garden en anglais, Garten en allemand a donné en espéranto ĝardeno.
Les mois de l'année proviennent également des langues romanes et existent aussi dans les langues germaniques (certaines langues slaves, comme le polonais, ont d'autres racines) : Januaro, Februaro, Marto, Aprilo, Majo, Junio, Julio, Aŭgusto, Septembro, Oktobro, Novembro, Decembro
Aussi l'espéranto a utilisé systématiquement ce procédé et tiré un grand nombre de ses racines de la forme latine, ce qui explique que le mot français répond souvent plus précisément au mot espéranto par ses formes dérivées que par ses mots simples. Ainsi on retrouve patro (père) par paternel, dorso (dos) par dorsal, skribi (écrire) par scribe; laŭdi (louer) par laudatif, bastono (bâton) par bastonnade, proksima (proche) par proximité etc.
De plus les racines françaises sont prédominantes dans les domaines de la toilette, de la galanterie, de la cuisine : genuo, honesta, kolporti, pinglo, poŝo, pudro, revi, trikoti ; omaro (homard)
Les jours de la semaine proviennent des langues romanes : lundo, mardo, merkredo, ĵaŭdo, vendredo, sabato, dimanĉo.

### Limitation des homonymes et des mots aux sens multiples
Zamenhof voulait éviter les homonymies, la langue internationale devant être la plus claire possible. L’un des moyens qu’il a utilisés pour cela est de varier les emprunts étymologiques
Ainsi la forme romane du mot "chien" proposée par le dérivé "canin", (It cane) formait un doublon avec le nom du roseau "canne", "canne à sucre". Ceci explique le choix de hundo (Ge Hund et En hound).
Le sol-eil, la sol-itude et le sol renvoyaient à trois racines identiques. Au terme international "solo" correspond le mot esp-o "sola". Les deux autres termes tirent leur radical de racines germaniques. suno vient de En sun, grundo de En "ground" et de Ge Grunde.
Le verre se traduit par vitro, d’origine latine, lorsqu’il s’agit de la matière, et par glaso, d’origine germanique, pour le récipient dans lequel on boit.
La langue se traduit par lingvo lorsqu'il s'agit du langage, et par lango lorsqu'il s'agit de l'organe.
Le garçon se traduit par junulo pour un jeune, par knabo d’origine allemande lorsqu'il s’agit d'un jeune enfant ou pré-adolescent, par kelnero de même origine, lorsqu’il s'agit d'un serveur et par filo, d’origine latine lorsqu’il s'agit du fils de quelqu'un.
La fille se traduit par junul-ino pour une jeune personne féminine, par knab-ino pour une petite fille ou préadolescente, par fil-ino pour la descendante de quelqu'un, par kelnerino pour une serveuse et par amor-vend-ist-ino pour une prostituée.
Le radical "plan" a trois sens nettement distincts : plano, le plan projet; "ebeno" de Ge "Ebene", surface plane et "ŝvebi" de Ge schweben planer dans les airs.; rêver se traduit par revi si le rêve est éveillé, et par sonĝi s’il s’agit d’un rêve survenu au cours du sommeil.

### Modification des racines entraînant équivoque ou double sens
Certaines racines ont été modifiées pour éviter les équivoques et double sens:
- des racines en -eto ont été terminées en -edo à cause de la confusion possible avec le suffixe -et : ex. plan-eto petit plan planedo planète; bankedo banquet ; une « cigarette » n’est pas exactement un petit cigare, et une « casquette » n’est pas exactement un petit casque ; Zamenhof a donc utilisé pour traduire ces mots la terminaison -ed-, ce qui a donné « cigaredo » et « kaskedo » ; de même « cassette » se traduit par « kasedo »
- l'existence du suffixe -il a provoqué la déformation de la terminaison -ilo en -elo : "makzelo" (machoire) vient du Lat maxillus ;
- la présence du suffixe -ul a conduit à préférer la variante italienne -olo à la forme latine -ul : par ex. Lat populus donne en It et en Esp-o "popolo" ;
- le suffixe -in, qui en espéranto marque le sexe féminin, pouvait surtout créer des confusions avec des noms d'animaux terminés de même : par ex., le Lat asinus (âne) donne "azeno" ; « chagrin » se traduit par « ĉagreno » et « matin » se traduit par « mateno »; il fallait éviter que ces racines se terminent par le suffixe -in- ;
- enfin à l'instar de l'italien, certaines racines commençant par re- ont été modifiées en ri- : par ex. "rigardi" regarder (it. riguardare) ; "ripari" (réparer), it riparare ; "rimedo" (moyen) it. rimedio ; « récolter » se traduit par "rikolti ", car le préfixe « re- » signifie comme en français « répétition de l’action »

Il ne s’agit cependant pas là d’une règle absolue : des mots tels que « najbaro » (voisin) alors que le suffixe -ar- indique un regroupement (arbo : arbre, arbaro : forêt) ;Zamenhof a également gardé « espero », alors que le suffixe -er- indique un élément (sal'o : sel, sal'ero : grain de sel). Il a ainsi conservé ces deux racines (najbar' et esper') car les racines najb et esp n'existent pas et donc le risque de confusion est inexistant. 

### Forme intermédiaire entre deux formes nationales
Lorsqu’il avait le choix entre des mots très proches dans deux langues, la forme espéranto est assez souvent intermédiaire.
Des exemples existent entre la forme anglaise et la forme allemande :
- "ŝtono" (pierre) rappelle le mot anglais stone et le mot allemand Stein ;
- strato" (rue) rappelle street et Strasse ;
- "forgesi (oublier) rappelle forget et vergessen.

D'autres exemples existent entre une forme germanique et une forme romane : par ex., glisser en français et gleiten en allemand ont donné en espéranto "gliti".
« En quoi il ne faisait qu'imiter le lent travail de l'analogie qui dans les langues naturelles a comme poli les mots d'emprunt et les a phonétiquement assimilés au vocabulaire primitif ».

### Transformation écrite ou orale de racines
Le raccourcissement des mots d'emprunt est utilisé, comme parfois en anglais, dans le but d'éviter que les mots composés, très fréquents en espéranto, ne soient trop longs : ainsi, « éternuer » se dit « terni » ; « emprunter » se dit « prunti ».
Transformation de racines : ainsi « laver » se dit « lavi » ; la lave du volcan se dit « lafo ». 
Concernant les transformations orales, on trouve par exemple :
- « soifo », qui vient du français « soif », mais se prononce so-i-fo ;
- « teamo » (équipe) provient de l'anglais « team » mais se prononce « té-a-mo » (timo était déjà pris par un mot d'origine latine timo = crainte, cette racine se retrouve dans « timide » et « timoré(e) ») ;
- la première syllabe du mot « genuo » (genou) s’écrit comme en français mais se prononce « gué », la seconde syllabe du mot se prononce comme en français, mais s’écrit nu.

Toutefois, les langues d’origine sont respectées, soit de manière phonétique (orale) soit surtout de manière graphique (écrite), cette dernière étant plus internationale.
"Ces modifications n'ont pas peu contribué à donner à ce fonds commun de la langue une physionomie propre et une individualité forte".

### Exemples de choix des racines

#### Unités de temps
Elles proviennent des deux groupes de langues : sekundo, minuto, tago (Ge, Tag : le jour), semajno, monato (Ge Monat : le mois), jaro (Jahr/year : l'année), hieraŭ (hier), mais hodiaŭ (du latin hodie : aujourd'hui), et morgaŭ (allemand morgen, anglais tomorrow) pour demain (seconde et minute existent aussi dans les langues germaniques).

#### Affixes
Ils sont très utilisés en espéranto : on peut citer l’exemple du préfixe mal- d'origine française, qui indique le contraire (bela = beau, malbela = laid). Sont également d'origine française les suffixes -aĵ- qui indique un dérivé concret (exemple : "lano, lan-aĵo" (laine, lainage), "lakto, lakt-aĵo" (lait, laitage)), et -ad- qui indique l'action prolongée (exemple : "promeni, promen-ado" (se promener, la promenade), "legi, leg-ado" (lire, la lecture), paroli, parol-ado (parler, le discours)) ; le suffixe -ej-, qui indique le lieu (pano = pain, pan-ejo = boulangerie) vient de l’allemand (All. Bücherei librairie) de même que -in-, qui indique l'être ou le sexe féminin (reĝ-ino = reine, lat = regina; allemand : königin etc.) ; le suffixe -ec-, qui indique l'idée abstraite, provient de l’italien -ezza (bellezza-"bel-eco" : beauté) ; le suffixe -aĉ-, qui indique le péjoratif, provient de l'italien -accio (cagnaccio ="hund-aĉo"). Les suffixes -ĉj- et -nj-, qui indiquent respectivement les diminutifs affectueux masculins et féminins, proviennent du russe -чка (tchka) et -нька (n’ka).

#### Désinences grammaticales
Les racines, les affixes, les désinences ou finales détachables sont considérés comme des petits mots autonomes et invariables (morphèmes). Les principales désinences sont les suivantes : 
- -o pour les substantifs s'imposait car le suffixe -ion est de beaucoup le plus international pour les noms (Nation Fr, En, Ge) , Nazione (It)
- -a pour les adjectifs est recommandée par les suffixes -al comme original (Fr-Ge), ou -abl comme rentable (Fr-En) etc.
- -e pour les adverbes dérivés est recommandée par la désinence latine des adverbes de la 1re et 2e déclinaison : latine loqui = "latine paroli"
- -i pour les verbes à l'infinitif est recommandé par l'infinitif des verbes en -ir : Fr finir, Ge marschieren, Ru bombardir-ovat' etc
- -j pour le pluriel : la semi-voyelle -j (y) utilisée en grec ancien (hieraj bibloj = "sanktaj libroj") est facilement prononçable après le -o du substantif ou le -a de l'adjectif et s'intercale entre le -n de l'accusatif et la voyelle précédente.
- -n pour l'accusatif (n-komplemento) est issu de l'allemand et du grec ancien ; il s'emploie dans les mêmes cas que pour l'allemand et les langues slaves.
- -as indicatif présent comme les participes présents du Fr et de l'Esp-o -ant
- -is passé comme le Lat amavi, l'It. fui, le Fr.je vis, je pris
- -os futur comme le Lat amabo, l'It trovero etc.
- -u restait la seule voyelle disponible plus adaptée à l'impératif , forme plus brève et plus énergique, et -us pour le conditionnel.

La grammaire s’inspire par certains éléments des langues indo-européennes : par exemple la formation du vocabulaire s'inspire largement des mécanismes des langues slaves, où les mots du vocabulaire courant sont formés d'une racine qui donne le sens (souvent avec préfixe) et d'une ou plusieurs terminaisons qui indiquent la fonction grammaticale. On aura ainsi en espéranto en-ir-i (entrer), à comparer avec le russe в-ход-ить (dans-mouvement-infinitif).

## Emprunts lexicaux au français
En passant en espéranto, les racines internationales revêtent alors l'orthographe de cette langue. Les lettres d'origine en français entre guillemets sont transcrites en espéranto en italiques: "y" est transcrit par i (ciklo) ; "oi" par ua ( trotuaro) ; "ou" par u (genuo) ; "c" devant a, o, u par k (katarakto) ;" c" devant e et i par c(cedro = cèdre) ; "s" (entre voyelles) par "z (rozo) ; "x" par ks (maksimo), mais "ex-" devant voyelle est transcrit par ekz (ekzerci) ; "w" par v (vagono); "ch "grec par k (psikologio) ; "ph" par f (farmacio) ; "th" par t (teatro) ; "cc" devant e et i: kc (akceli = accélérer) ; "gn" français par nj (ĉampanjo = champagne) ; "gu" devant voyelle par gv (lingvo) ; "qu" par kv (skvalo =squale); "su" devant voyelle par sv (persvadi).
De plus les consonnes doubles à l'intérieur d'un mot simple, à l'imitation du russe, sont toujours simplifiées ("terre" = tero ; "ballon" = balono etc). Toute consonne double à l'intérieur d'un mot indique alors qu'il s'agit d'un mot composé (mar-risko = risque de mer).
Les racines (on utilise le terme de lexèmes) espéranto proches ou d’origine françaises (nous les exprimerons le plus souvent sous la forme verbale infinitive) sont souvent un peu modifiées pour s'adapter à la prononciation, à l'orthographe de la langue, ainsi que pour éviter les homonymes et faciliter l'internationalisation. Les lexèmes en italiques font partie des 1 000 premiers radicaux. La majorité de ces racines sont d'origine latine ou grecque et communes avec l'anglais..Elles peuvent être distinguées de la façon suivante :
- les lexèmes ayant le même sens, la même orthographe et la même prononciation qu'en français :

absorb'i (absorber), adopt'i (adopter), brod'i (broder), dir'i (dire), dorm'i (dormir), fin'i (finir), honor'i (honorer), lav'i (laver), profit'i (profiter)
- les lexèmes ayant le même sens et la même prononciation qu’en français, mais dont l’orthographe est un peu différente, notamment pour respecter l'écriture phonétique. Il faut ainsi souvent remplacer les lettres c, ss, s par respectivement k, s et z, élaguer les lettres redoublées, utiliser une lettre de substitution pour les lettres n'existant pas en espéranto (q notamment) :

agresi (agresser) akomodi (accommoder), asimili (assimiler), atak'i (attaquer) dezir'i (désirer) don'i (donner), esper'i (espérer), frot'i (frotter), grat'i (gratter), izol'i (isoler), kri'i (crier), lu'i (louer), metod'o (méthode), pas'i passer, paŝ'i faire des pas; pik'i (piquer), proklam'i (proclamer), pup'o (poupée), rafin'i (raffiner), regal'i (régaler), rev'i ("rêver", dans le sens "rêve éveillé", "rêver en dormant" se dit "sonĝi")
- les lexèmes ayant le même sens et la même orthographe qu’en français, mais dont la prononciation est un peu différente

La lettre u se prononce comme « ou » en français
Exemples : debuti (débuter), disputi (disputer), refuti (réfuter), repudii (répudier)
Les sons nasonnés français am-em-im-om-um et an-en-in-on-un n'existent pas en espéranto et se prononcent comme ame, -éme, -ime, -ome, -oume et ane, -éne, -ine,-one, -oune
Exemples : grimp'i (grimper), invest'i (investir), montr'i (montrer), pens'i (penser), invent'i (inventer), renvers'i (renverser)
La lettre e se prononce comme « é » en français)
Exemples : ven'i (venir)
- les lexèmes dont la prononciation et l’orthographe sont un peu différentes du français, mais dont le sens est aisément perceptible pour une personne francophone :

aplaŭd'i (applaudir), bril'i (briller), ced'i (céder), cirkul'i (circuler), kred'i (croire), defend'i (défendre), degel'i (dégeler), disoci'i (dissocier), eksped'i (expédier) (en espéranto, la lettre x n’est pas utilisée) fenestr'o (fenêtre), improviz'i (improviser), invent'i (inventer), inspekt'i (inspecter), instru'i (instruire, enseigner), kelk-foj'e (quelquefois), komerc'i (commercer), kongres'o (congrès), kondamni (condamner), komenc'i (commencer), konstern'i (consterner), liver'i (livrer), manĝ'i (manger), marĉand'i (marchander), naŭz'i (provoquer la nausée), neĝ'i (neiger), neglekti (négliger), parol'o (parole), parol'i (parler), percepti (percevoir), pesi (peser), plast'o (plastique), pluv'i (pleuvoir), protekt'i (protéger), reg'i (régir, gouverner), respond'i (répondre), rigard'i (regarder), rikolt'i (récolter), rimed'o (moyen) traduk'i (traduire), vend'i (vendre) ; vic'o (vice-, rang(ée), suite)
Les lexèmes abrégés (avec une apocope) en comparaison du français mend'i commander (commercial) ; prunt'i emprunter ; spezo mouvement de fonds (cf espèces); elspez'i spend, dépenser 